# Hippoidea
Die Hippoidea sind eine weltweit verbreitete Überfamilie der Mittelkrebse. Sie umfassen u. a. die Maulwurfskrebse und die Sandkrabben, für die eine grabende Lebensweise im marinen Litoral typisch ist.

## Merkmale
Der Carapax (die „Schale“) der Hippoidea ist eiförmig bis annähernd rechteckig. Er ist überzogen mit deutlichen, meist quer verlaufenden Vertiefungen, die bei Blepharipodidae und Albuneidae mit Borsten versehen sein können. Die Antennulen (das erste Antennenpaar) können bei tief grabenden Taxa verlängert sein, um einen Atmungstunnel zu formen. Die Augen der Hippoidea sind variabel. So reicht die Form der Stiele, auf denen die Cornea aufsitzt, von lang, stielförmig bis vergleichsweise kurz und tellerförmig. Die Mundwerkzeuge sind entweder angepasst an das Aasfressen oder an das Filtrieren von Plankton bzw. Detritus. Die Kiemen stehen an einer Achse (trichobranchiate) oder sind paarweise blattförmig (phyllobranchiate). Das erste Schreitbein kann sogenannte Subchela besitzen oder bei den Hippidae vollkommen ohne Scheren vorliegen. Die Schreitbeinpaare zwei bis vier haben einen platten Dactylus, mit denen in sandigen Substraten gegraben werden kann. Schwimmbeine fehlen bei Männchen, bzw. sind bei einigen Albuneidae reduziert. Das Telson ist stets unter das Abdomen geschlagen, die Uropoden bilden keinen Schwanzfächer.
Hippoidea haben die Fähigkeit zu laufen verloren und benutzen ihre Schreitbeine, um sich relativ schnell rückwärts in den Sand zu graben. Einige Hippoidea können auch rückwärts schwimmen, indem sie mit den Schreitbeinen oder mit den Uropoden beim sog. „tailflipping“ paddeln. Zwar graben auch andere Arten der Zehnfußkrebse, doch scheint das rückwärts gerichtete Graben der Hippoidea von jenen abzuweichen und somit ein typisches Merkmal zu sein.

## Systematik
Sämtliche phylogenetische Studien weisen darauf hin, dass die Hippoidea das basale Taxon der Mittelkrebse sind. Die drei Familien der Hippoidea sind ihrerseits monophyletisch, die 2002 beschriebenen Blepharipodidae sind wohl das Schwestertaxon zu den Maulwurfskrebsen und Sandkrabben. Die Familien unterscheiden sich durch die Ausformung der Kiemen (trichobranchiat oder phyllobranchiat) sowie das Fehlen bzw. Vorhandensein einer Subchela am ersten Schreitbein.
Die Hippoidea bestehen aus folgenden drei Familien:
- Maulwurfskrebse (Albuneidae Stimpson, 1858)
- Blepharipodidae Boyko, 2002
- Sandkrabben (Hippidae Latreille, 1825)